# Марківка (Гайсинський район)
Марківка — село в Україні, у Теплицькій селищній громаді Гайсинського району Вінницької області. Населення становить 476 осіб.

## Історія
23 січня 1921 року у селі «працівником» московської спецслужби (ЧК) було вбито видатного українського композитора Миколу Леонтовича.
12 червня 2020 року, відповідно розпорядження Кабінету Міністрів України № 707-р «Про визначення адміністративних центрів та затвердження територій територіальних громад Вінницької області», село увійшло до складу Теплицької селищної громади.
19 липня 2020 року, в результаті адміністративно-територіальної реформи і ліквідації Теплицького району, село увійшло до складу Гайсинського району.

## Населення

### Мова
Розподіл населення за рідною мовою за даними :
| Мова            | Кількість | Відсоток |
| --------------- | --------- | -------- |
| українська      | 472       | 99.16%   |
| російська       | 1         | 0.21%    |
| інші/не вказали | 3         | 0.63%    |
| Усього          | 476       | 100%     |

## Пам'ятки
- Ландшафтний заказник місцевого значення Урочище Стінка

## Галерея

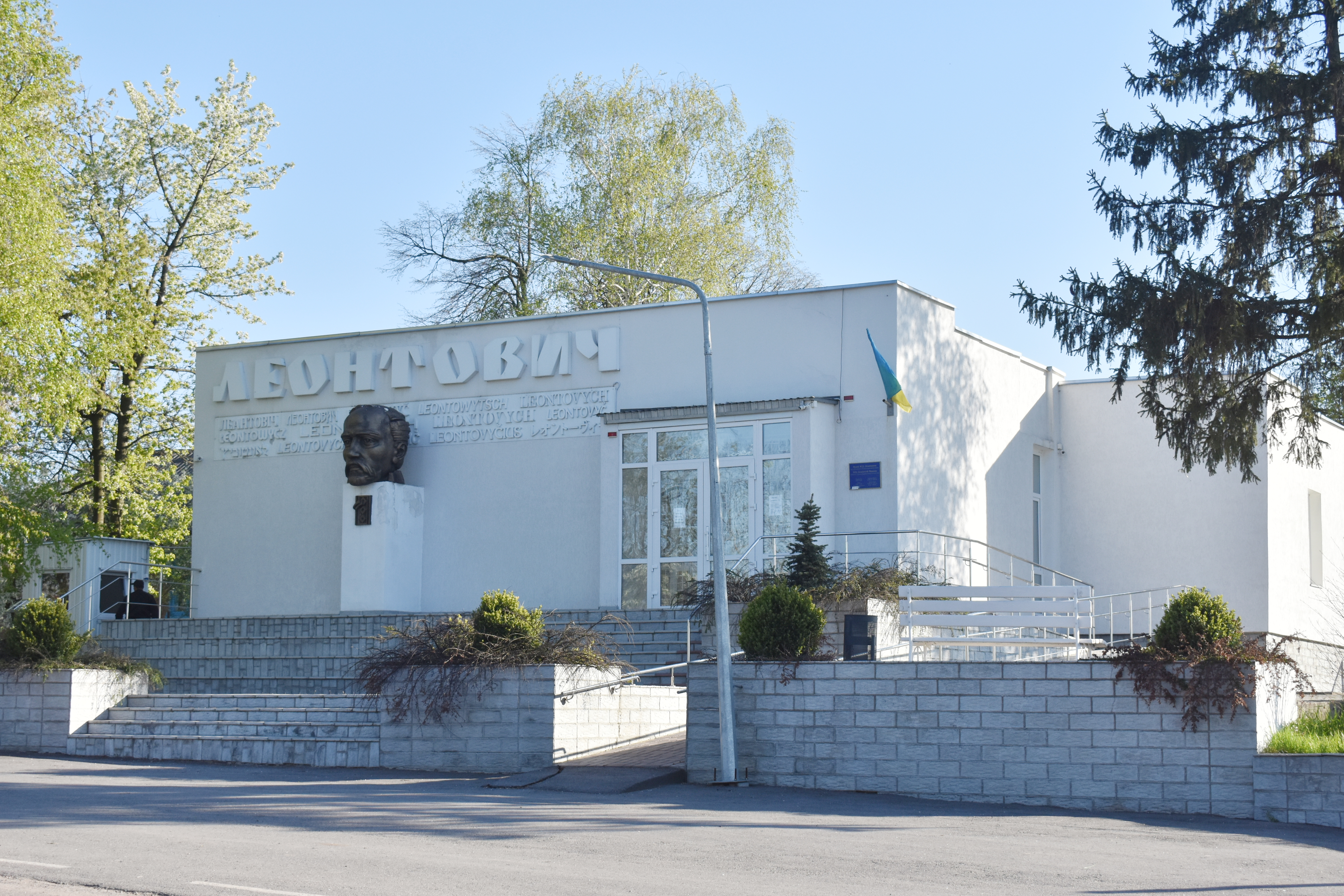
Музей Леонтовича
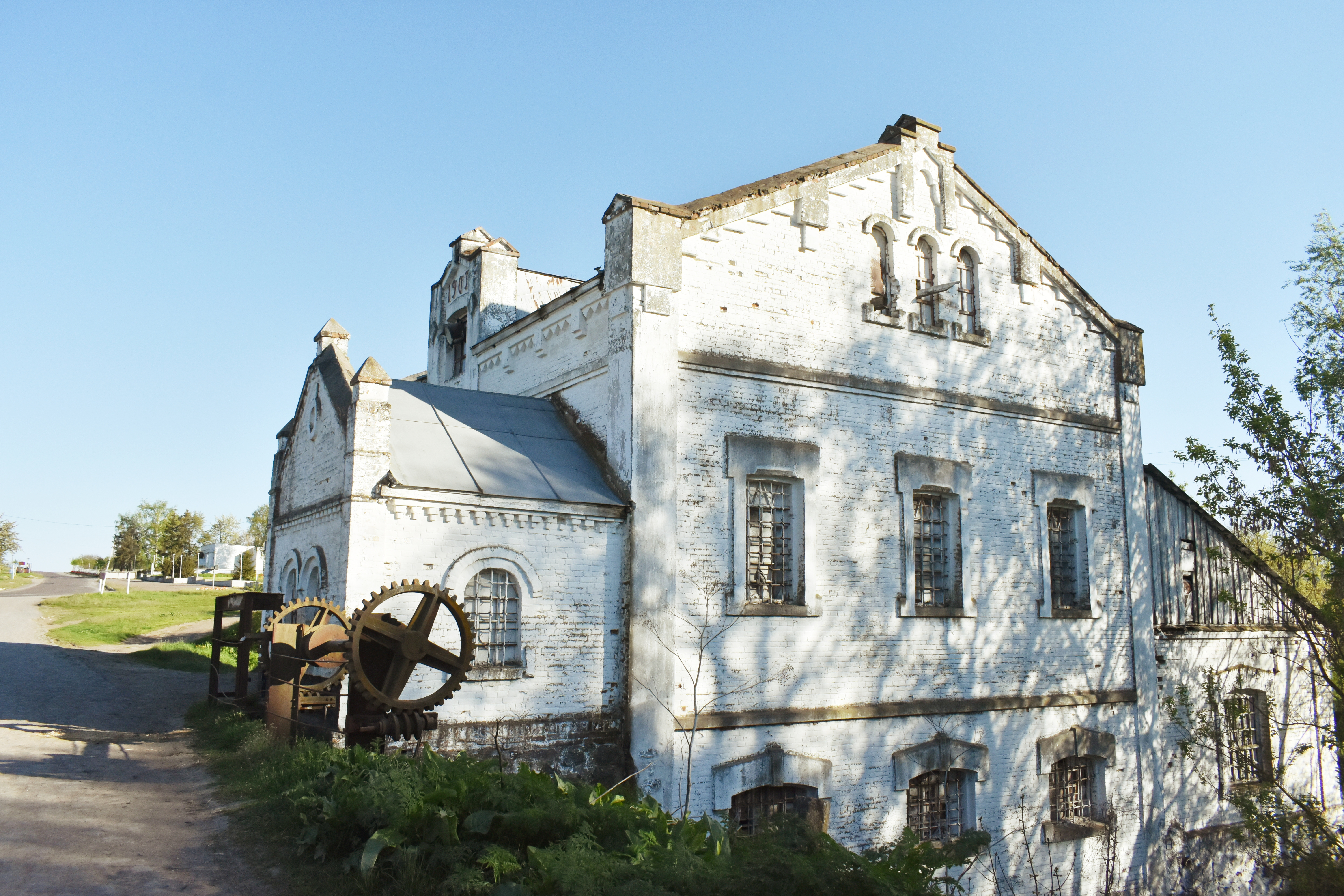
Млин
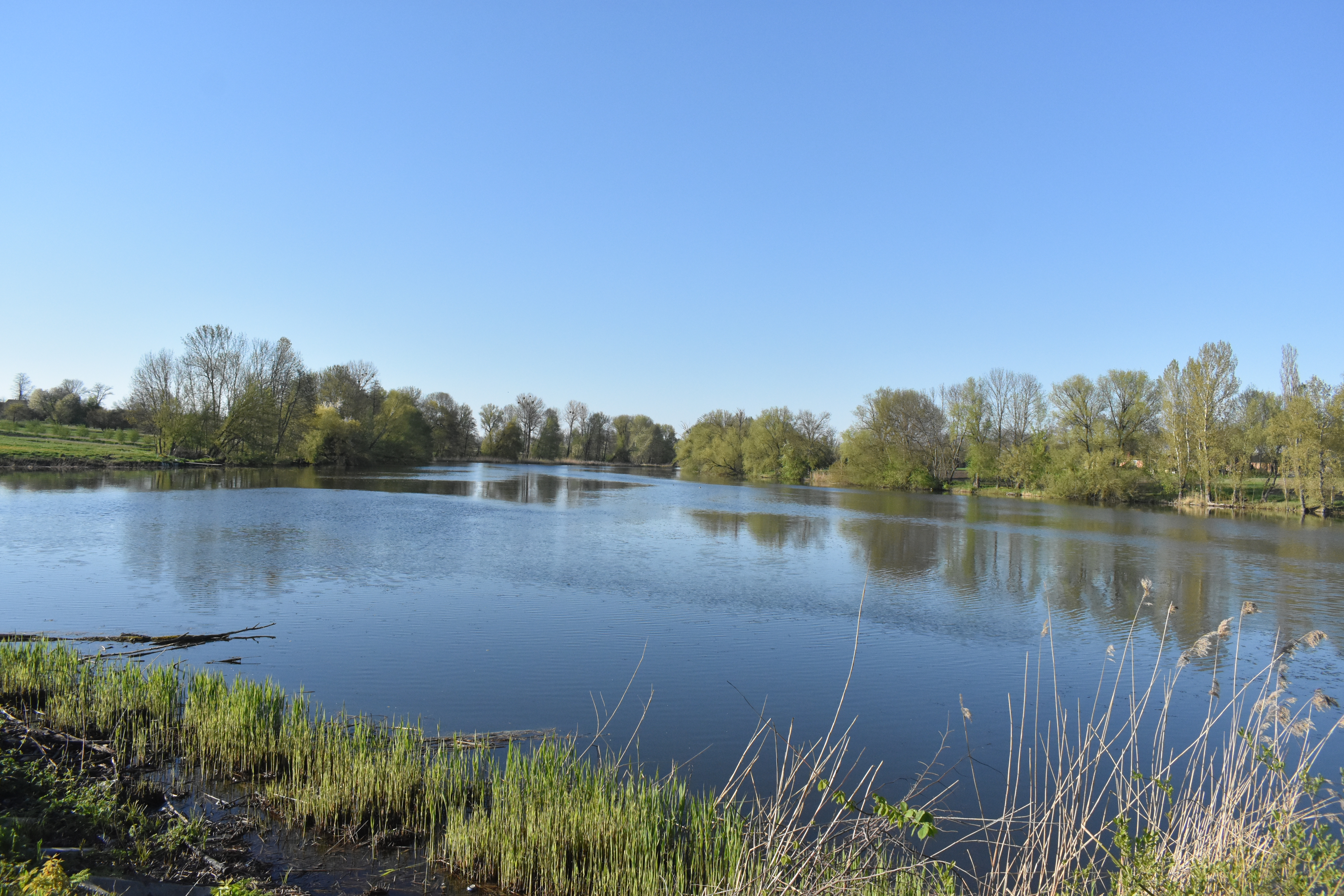
Став
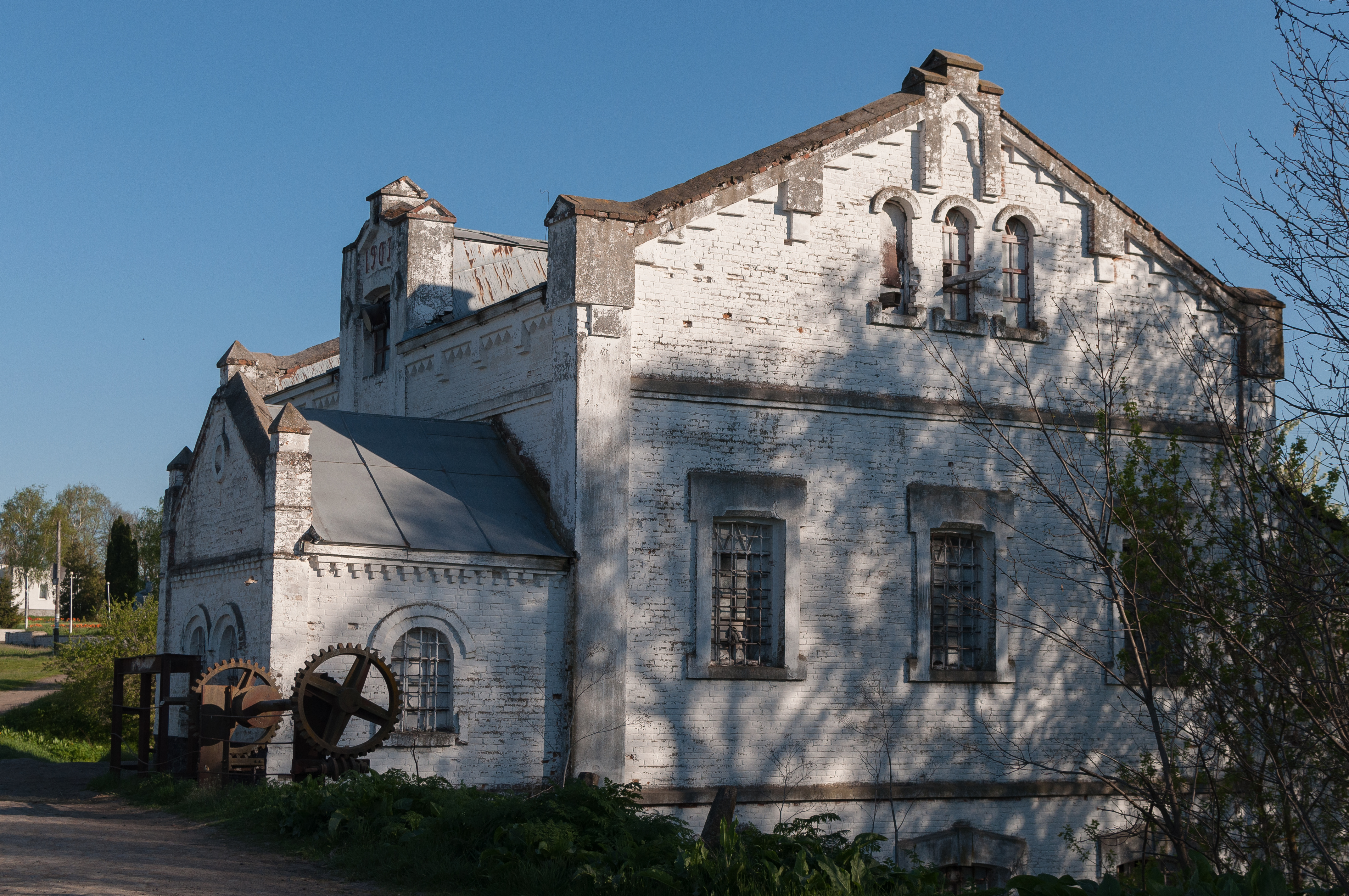
Водяний млин